# Doroga na Berlin
Doroga na Berlín (en ruso: Дорога на Берлин, titulada en español como El camino a Berlín), es una película rusa de género drama bélico, estrenada el 7 de mayo de 2015.
La película fue dirigida por Serguéi Popov, y se centra en el cruce de los ríos Oder y Neisse y los esfuerzos por dispersar al ejército alemán que se ubicaba a 60 kilómetros de Berlín. Los personajes principales son dos jóvenes Serguéi Ogárkov y Dzurabáev de diferentes repúblicas soviéticas, con distintos caracteres y estilos de vida, pero unidos en un noble propósito común.
La película está basada en la historia de Emmanuil Kazakévich "Dos en la estepa" y los diarios militares de Konstantín Símonov. 

## Historia
En el verano de 1942, durante la Segunda Guerra Mundial está en marcha una amarga batalla por Stalingrado. El joven teniente Serguéi Ogárkov, un oficial de comunicaciones recibe instrucciones importantes para llevar las órdenes a la 341a. división. Durante un enfrentamiento con tanques alemanes, Ogarkov no logra entregar las órdenes y como resultado la división es rodeada por los alemanes y eliminada.
Se inicia en un tribunal militar una corte. El oficial Ivan Sinyaev, quien entregó el informe a la división vecina junto con Ogarkov, cree que Ogarkov mostró cobardía.  Ogarkov es sentenciado a muerte por fusilamiento, antes de que la sentencia sea llevada a cabo se le asigna una escolta, el oficial kazajo Dzurabaev.
Sin embargo pronto ambos se ven sorprendidos cuando un ataque sorpresa por parte de los alemanes comienza, por lo que la ejecución se aplaza. Mientras intentan llegar a la corte, ambos deben luchar contra los alemanes y pronto comienzan a convertirse en amigos, incluso Ogarkov escribe una carta de Dzurabaev para sus padres.
Cuando llegan a la corte los oficiales intentan continuar con la sentencia de Ogarkov, sin embargo Dzurabaev logra detenerla cuando los oficiales se dan cuenta de que por su participación en la lucha contra los alemanes tanto Dzurabaev como Ogarkov habían sido condecorados y se les había otorga el honor más alto, la recomendación para la "Orden de la Estrella Roja", lo que le salva la vida a Sergey. Poco después Dzurabaev muere cuando los alemanes realizan un atentado a su unidad, por otro lado Sergey sobrevive y más tarde es promovido y continúa como oficial de la Unión Soviética.
La historia salta entonces a  1945. El territorio de Alemania. Ogarkov ya en el rango de capitán se encuentra con Ivan Sinyaev, quien recibió el rango de coronel. Sinyaev le entrega a Ogarkov un periódico de primera línea de hace tres años con una fotografía de Dzhurabaev y Ogarkov contra un automóvil blindado alemán destrozado.

## Reparto

### Personajes Principales
- Yuri Borísov como el teniente Lt. Serguéi Ogárkov.
- Amir Abdykálov como el soldado kazajo Dzurabáev.

### Personajes Secundarios
- Maksim Demchenko.
- Andrey Deryugin.
- Mariya Karpova como Mariya.
- Artem Lebedev.
- Aleksandr Novik.

## Producción
La película fue dirigida por Serguéi Popov, y contó con la participación de los escritores Emmanuil Kazakévich y Evgeniy Nikishov.
La película fue producida por Aleksandr Litvínov y Karén Shajnazárov.

## Hechos interesantes
Sobre el trabajo de Emmanuil Kazakévich "Dos en la estepa" ya se había filmado anteriormente una película en 1962. La película "Dos en la estepa" se rodó en 1962, también en el estudio de cine Mosfilm dirigido por Anatoly Efros. 
El estreno de la imagen tuvo lugar el 4 de mayo de 1964 (51 años antes de la readaptación). Los papeles principales fueron interpretados por Valery Babyatinsky y Asu Nurekenov. La principal diferencia con la adaptación cinematográfica anterior es la edad de Dzhurabaev. Si en la película de 1962 aparece como un hombre maduro y experimentado, que corresponde a la descripción en el libro, entonces en la adaptación cinematográfica de 2015 Dzhurabaev tiene la edad de Ogarkov (según la segunda adaptación cinematográfica, el padre de Djurabaev murió en el frente un año antes).
   La carta escrita a la madre de Dzhurabayev tiene la siguiente dirección: "RSS de Kazajstán, región de Talgar, aldea de Leninsky, edificio 8". El nombre del área es ficticio. Talgar es el centro administrativo del distrito homónimo de la región de Almaty.
   Los cineastas deliberadamente no involucraron a artistas famosos en la filmación:
   ... Buscamos específicamente actores desconocidos que no tienen nada que ver con la televisión para que no haya asociaciones innecesarias. En este sentido, seguimos el camino de la estilística documental ...
   - director de cine Sergei Popov

## Premios y nominaciones
| Año  | Categoría       | Premio                             | Nominado     | Resultado |
| ---- | --------------- | ---------------------------------- | ------------ | --------- |
| 2015 | Special Mention | Prize of the Ecumenical Jury Award | Sergei Popov | Ganó      |
| 2015 | -               | Grand Prix des Amériques Award     | Sergei Popov | Nominado  |